# Liste der Stolpersteine in Triest

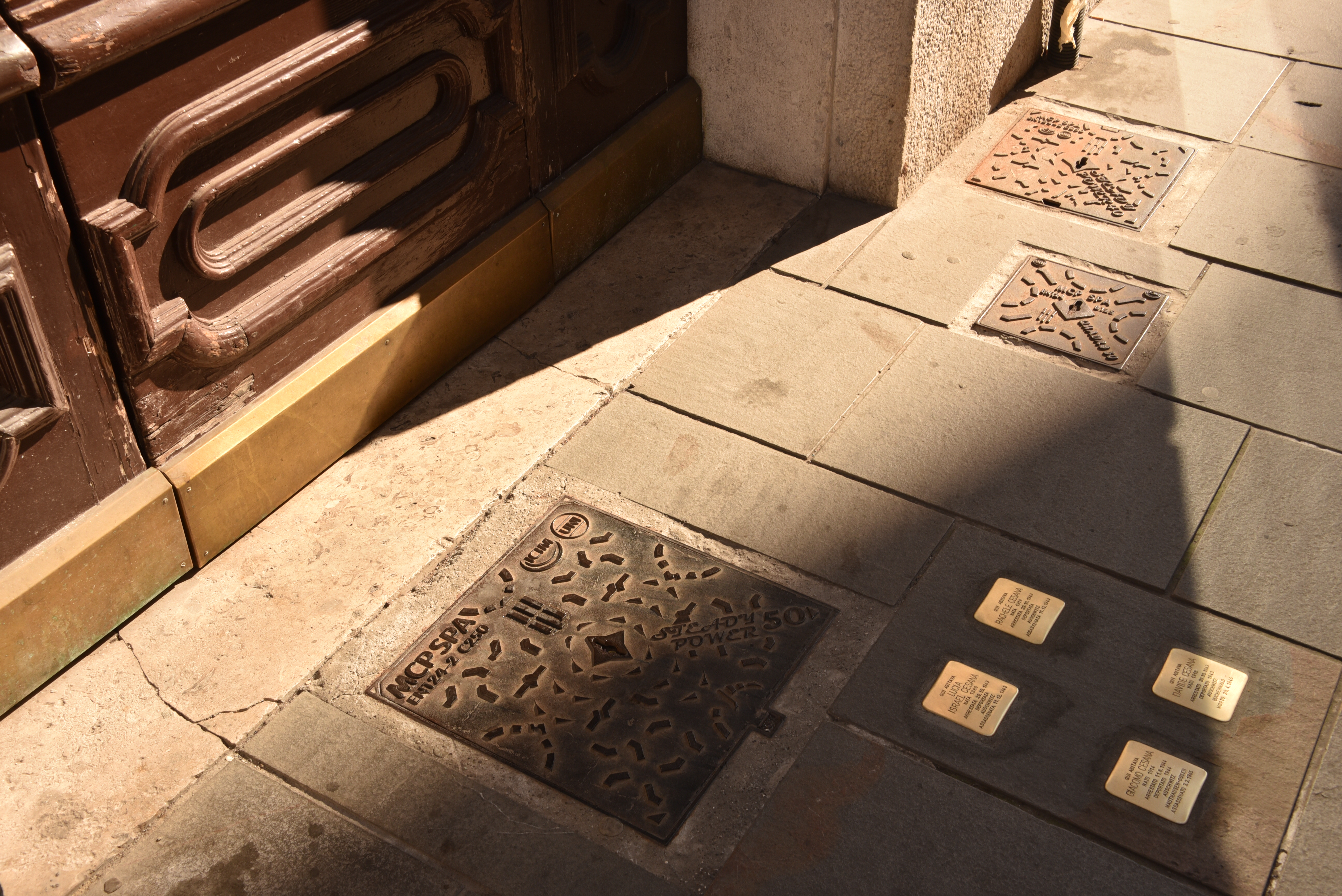
Stolpersteine in Triest

Die Liste der Stolpersteine in Triest enthält die Stolpersteine in Triest. Stolpersteine erinnern an das Schicksal der Menschen aus dieser Region, die von Nationalsozialisten ermordet, deportiert, vertrieben oder in den Suizid getrieben worden sind. Die Stolpersteine wurden von Gunter Demnig verlegt. Sie liegen im Regelfall vor dem letzten selbstgewählten Wohnort des Opfers. Ihre Bezeichnung lautet auf Italienisch: Pietre d’inciampo.
Die ersten Verlegungen in Triest fanden am 23. Januar 2018 statt.

## Verlegte Stolpersteine
Die Tabellen sind teilweise sortierbar; die Grundsortierung erfolgt alphabetisch nach dem Familiennamen.

### Stadtgebiet
Im Stadtgebiet von Triest wurden bisher insgesamt 113 Stolpersteine verlegt.
| Stolperstein                                    | Übersetzung | Verlegeort                                                           | Name, Leben |
| ----------------------------------------------- | --- | -------------------------------------------------------------------- | --- |
|                                                 | HIER WOHNTE ALLEGRA ACCO SEMO GEBOREN 1895 VERHAFTET 4.12.1943 DEPORTIERT 1943 AUSCHWITZ ERMORDET                                                                  | Via Giuseppe Vidali 8                                                | Allegra Acco Semo (1895–1943/45) |
|                                                 | HIER WOHNTE DARIO DAVID ACCO GEBOREN 1927 VERHAFTET 25.11.1943 DEPORTIERT 1944 AUSCHWITZ ERMORDET 6.2.1944                                                         | Via Luigi Ricci 2                                                    | Dario David Acco (1927–1944) |
|                                                 | HIER WOHNTE ELIO ADES GEBOREN 1870 VERHAFTET 20.1.1944 DEPORTIERT AUSCHWITZ ERMORDET 2.2.1944                                                                      | Via dei Cunicoli 7                                                   | Elio Ades (1870–1944) |
|                                                 | HIER WOHNTE ENRICO ALMAGIÀ GEBOREN 1878 VERHAFTET 29.10.1943 DEPORTIERT AUSCHWITZ ERMORDET 11.12.1943                                                              | Piazza Virgilio Giotti 1 ·                                           | Enrico Almagià (1878–1943) |
|                                                 | HIER WOHNTE ENRICHETTA ALPRON GEBOREN 1866 VERHAFTET 20.2.1944 DEPORTIERT 1944 AUSCHWITZ ERMORDET                                                                  | Via Domenico Rossetti 43                                             | Enrichetta Alpron (1866–1944/45) |
|                                                 | HIER WOHNTE ERNESTO ALPRON GEBOREN 1873 VERHAFTET 20.2.1944 DEPORTIERT 1944 AUSCHWITZ ERMORDET                                                                     | Via Domenico Rossetti 43                                             | Ernesto Alpron (1873–1944/45) |
|                                                 | HIER WOHNTE LAURA AUSTERLITZ GEBOREN 1916 VERHAFTET 8.3.1944 DEPORTIERT 1944 AUSCHWITZ BEFREIT                                                                     | Via Guglielmo Marconi, 16                                            | Laura Austerlitz (1916–) |
|                                                 | HIER WOHNTE DIAMANTINA BARNESTEIN GEBOREN 1897 VERHAFTET 22.10.1943 DEPORTIERT 1944 AUSCHWITZ ERMORDET                                                             | Via del Toro 18 ·                                                    | Diamantina Barnestein wurde im Jahr 1867 in Istanbul geboren. Man weiß kaum etwas über Diamantina Barnestein – einzig, dass sie im Jahr 1944 von Triest ins KZ Auschwitz deportiert wurde. Sie überlebte die Shoah nicht. |
|                                                 | HIER WOHNTE ENRICHETTA BARUCH POLACCO GEBOREN 1872 VERHAFTET 20.1.1944 DEPORTIERT AUSCHWITZ ERMORDET 2.2.1944                                                      | Corso Italia, 12                                                     | Enrichetta Baruch Polacco (1872–1944) |
|                                                 | HIER WOHNTE BRUNO BELLELI GEBOREN 1906 VERHAFTET 19.11.1943 INTERNIERT BOZEN DEPORTIERT 1944 AUSCHWITZ ERMORDET                                                    | Via Severi, 7                                                        | Bruno Belleli (1906–1944/45) |
|                                                 | HIER WOHNTE LAZZARO BELLELI GEBOREN 1906 VERHAFTET 19.11.1943 DEPORTIERT 1943 AUSCHWITZ ERMORDET                                                                   | Via Petronio 19 ·                                                    | Lazzaro Belleli wurde am 10. Juni 1906 in Alexandria in Ägypten geboren. Seine Eltern waren Alessandra Cantoni und Pietro Belleli. Lazzaro heiratete Maria Pugliese. Am 19. November 1943 wurde Lazzaro Belleli in Triest festgenommen und war daraufhin im Gefängnis der Stadt in Haft. Kurze Zeit später, am 7. Dezember wurden er und seine Eltern Alessandra und Pietro mit dem Transport Nr. 21 T von Triest ins KZ Auschwitz deportiert. Nach vier Tagen, am 11. Dezember kam der Transport im KZ an. Lazzaro Belleli wurde vom NS-Regime ermordet, ebenso wie seine Eltern. |
|                                                 | HIER WOHNTE EUGENIO GIACOBBE BERGER GEBOREN 1867 VERHAFTET 20.8.1944 DEPORTIERT AUSCHWITZ ERMORDET                                                                 | Piazza Virgilio Giotti 1 ·                                           | Eugenio Giacobbe Berger wurde am 9. September 1867 in Pécs, im Süden Ungarns geboren. Seine Eltern waren Regina Breuer und Giulio Berger. In den 1890er Jahren zog Eugenio, genannt Giacobbe, nach Triest. Er arbeitete dort bei der Versicherungsanstalt Assicurazioni Generali. Eugenio heiratete zuerst eine Katholikin, Elvira Marcovich, und hatte einen Sohn namens Bruno (1905) mit ihr. Später heiratete Eugenio eine Jüdin, Adele Rumpler. Im Jahr 1921 erlangte Eugenio Berger die italienische Staatsbürgerschaft. Allerdings wurde sie ihm 1938, nach Inkrafttreten der Italienischen Rassengesetze wieder entzogen – und so auch seiner ganzen Familie (seiner Ehefrau, seinem Sohn, seiner Schwiegertochter und seinem Enkel). Eugenio und sein Sohn Bruno versuchten, die Entscheidung anzufechten. Eugenio argumentierte damit, dem Faschismus immer treu und ein aktiver Irredentist gewesen zu sein, das mache ihn zu einem durch und durch italienischen Patrioten. Bruno hingegen argumentierte, dass er nicht als Jude bezeichnet werden könne, da sein Vater Eugenio zwar einer sei, seine Mutter Elvira Marcovich allerdings arische römisch-katholische Italienerin und er dadurch nach der Geburt getauft. Die beiden Männer versuchten verzweifelt, einen Lichtblick in der aussichtslosen Situation zu finden, jedoch scheiterten alle ihre Versuche. Am 20. August 1944 wurde Eugenio Berger zusammen mit seiner Frau Adele in Venedig festgenommen. Daraufhin waren beide im KZ Risiera di San Sabba in Triest inhaftiert, bis sie (vermutlich im Januar 1945) ins KZ Auschwitz deportiert wurden. Einige Quellen geben an, dass Eugenio und seine Frau direkt nach ihrer Ankunft im KZ Auschwitz am 2. Februar 1945 ermordet wurden. Fest steht, dass Eugenio Giacobbe Berger und seine Frau Adele Rumpler die Shoah nicht überlebten. |
|                                                 | HIER WOHNTE VITTORIO ZADOCK BISSON GEBOREN 1891 VERHAFTET 30.12.1943 DEPORTIERT 1944 AUSCHWITZ ERMORDET                                                            | Via Giulia 26                                                        | Vittorio Zadock Bissonl (1891–1944/45) |
|                                                 | HIER WOHNTE EMILIO CALÒ GEBOREN 1884 VERHAFTET 2.12.1943 INTERNIERT FOSSOLI DEPORTIERT 1944 AUSCHWITZ ERMORDET                                                     | Via della Madonna Del Mare, 2                                        | Emilio Calò (1884–1944/45) |
|                                                 | HIER WOHNTE GIUSEPPE FELICE CALÒ GEBOREN 1923 VERHAFTET 2.12.1943 INTERNIERT FOSSOLI DEPORTIERT 1944 AUSCHWITZ ERMORDET                                            | Via della Madonna Del Mare, 2                                        | Giuseppe Felice Calò (1923–1944/45) |
|                                                 | HIER WOHNTE ROSINA CALÒ GEBOREN 1922 VERHAFTET 2.12.1943 INTERNIERT FOSSOLI DEPORTIERT 1944 AUSCHWITZ BERGEN-BELSEN ERMORDET                                       | Via della Madonna Del Mare, 2                                        | Rosina Calò (1922–1944/45) |
|                                                 | HIER ARBEITETE CARLO CALZI (KALC) GEBOREN 1904 VERHAFTET 10.12.1943 DEPORTIERT 1944 DACHAU NATZWEILER-STRUTHOF ERMORDET 19.7.1944                                  | Via San Maurizio 8                                                   | Carlo Calzi (Kalc) (1904–1944) |
|                                                 | HIER WOHNTE EGON BRUNNER JG. 1888 EINGELIEFERT PSYCHRIATRISCHES KRANKENHAUS VERHAFTET 28.3.1944 RISIERA DI SAN SABBA ERMORDET 29.3.1944                            | Piazza del Ponterosso, 6                                             | Egon Brunner (1888–1944) |
|                                                 | HIER WOHNTE DAVIDE CESANA GEBOREN 1916 VERHAFTET 29.10.1943 DEPORTIERT 1943 AUSCHWITZ BUCHENWALD GESTORBEN 29.4.1945                                               | Via XXX Ottobre 5                                                    | Davide Cesana (1916–1945) |
|                                                 | HIER WOHNTE GIACOMO CESANA GEBOREN 1914 VERHAFTET 11.6.1944 DEPORTIERT 1944 AUSCHWITZ MAUTHAUSEN-GUSEN ERMORDET 3.2.1945                                           | Via XXX Ottobre 5                                                    | Giacomo Cesana (1914–1945) |
|                                                 | HIER WOHNTE RACHELE CESANA GEBOREN 1919 VERHAFTET 29.10.1943 DEPORTIERT AUSCHWITZ ERMORDET 11.12.1943                                                              | Via XXX Ottobr 5                                                     | Rachele Cesana (1919–1943) |
|                                                 | HIER WOHNTE BALDO CRISMANI JG. 1922 VERHAFTET 8.11.1944 DEPORTIERT DACHAU BEFREIT                                                                                  | Foro Ulpiano, 5                                                      | Baldo Crismani (1922–2003) |
|                                                 | HIER WOHNTE GINA DUBINSKY GEBOREN 1918 VERHAFTET 30.11.1943 DEPORTIERT 1944 AUSCHWITZ ERMORDET 26.2.1944                                                           | Via del Monte 1 · Triest ·                                           | Gina Dubinsky, eigentlich Regina Selde Dubinsky, wurde am 17. April 1918 in der österreichischen Stadt Linz geboren. Ihre Eltern waren Ljuba Strilzov und Saul Dubinsky. Am 30. November 1943 wurde Gina Dubinsky zusammen mit ihrem Vater verhaftet (genauer Ort unklar) und daraufhin im Gefängnis von Macerata festgehalten. Später überstellte man sie ins Durchgangslager Fossoli. Am 22. Februar 1944 wurde Gina mit dem Transport Nr. 08 ins KZ Auschwitz deportiert. Bei ihrer Ankunft in Auschwitz am 26. Februar 1944 wurde Gina Dubinsky sofort ermordet. Auch ihre Eltern überlebten die Shoah nicht. |
|                                                 | HIER WOHNTE SAUL DUBINSKY GEBOREN 1885 VERHAFTET 30.11.1943 DEPORTIERT 1944 AUSCHWITZ ERMORDET                                                                     | Via del Monte 1 ·                                                    | Saul Dubinsky wurde am 25. August 1885 in Poltawa, einer Stadt in der Ukraine geboren. Er war Sohn des Paares Ljuba Gleichenghans und Davide Dubinsky. Saul heiratete Ljuba Strilzov und hatte eine Tochter namens Regina, genannt „Gina“, mit ihr. Am 30. November 1943 wurde Saul gemeinsam mit seiner Tochter verhaftet und ins Gefängnis von Macerata gesperrt. Gina wurde kurze Zeit darauf weiter ins Durchgangslager Fossoli gebracht, Saul hingegen am 5. April 1944 direkt ins KZ Auschwitz deportiert. Nach einer fünftägigen Fahrt kam der Transport Nr. 09 am 10. April 1944 im KZ an. Saul Dubinsky wurde vermutlich sofort nach seiner Ankunft ermordet. |
|                                                 | HIER WOHNTE RENATO DUSE GEBOREN 1893 VERHAFTET 26.7.1944 DEPORTIERT 1944 DACHAU MAUTHAUSEN-MELK ERMORDET 24.1.1945                                                 | Via Guido Reni 6                                                     | Renato Duse (1893–1945) |
|                                                 | HIER WOHNTE EMANUEL ELIA GEBOREN 1861 VERHAFTET 20.1.1944 DEPORTIERT AUSCHWITZ ERMORDET 2.2.1944                                                                   | Via Cesare Beccaria, 6                                               | Emanuele Elia (1861–1944) |
|                                                 | HIER WOHNTE ROSA ELIA BARUCH GEBOREN 1855 VERHAFTET 20.1.1944 DEPORTIERT AUSCHWITZ ERMORDET 2.2.1944                                                               | Corso Italia, 12                                                     | Rosa Elia Baruch (1855–1944) |
|                                                 | HIER WOHNTE ABRAMO ELIEZER JG. 1915 VERHAFTET 2.2.1945 DEPORTIERT RAVENSBRÜCK BERGEN-BELSEN ERMORDET 2.2.1944                                                      | Via del Ponte, 7                                                     | Abramo Eliezer (1915–1945) |
|                                                 | HIER WOHNTE GIUSEPPE ELIEZER JG. 1920 VERHAFTET 2.2.1945 DEPORTIERT RAVENSBRÜCK BERGEN-BELSEN ERMORDET 2.2.1944                                                    | Via del Ponte, 7                                                     | Giuseppe Eliezer (1920–1945) |
|                                                 | HIER WOHNTE LUCIA ELIEZER GEBOREN 1925 VERHAFTET 2.2.1945 DEPORTIERT RAVENSBRÜK BERGEN-BELSEN BEFREIT                                                              | Via del Ponte 7                                                      | Lucia Eliezer (1925–?) |
|                                                 | HIER WOHNTE ROBERTO MOISÈ FINZI GEBOREN 1881 VERHAFTET 19.3.1944 INTERNIERT IN FOSSOLI DEPORTIERT AUSCHWITZ ERMORDET 23.5.1944                                     | Via Carlo Ghega 3                                                    | Roberto Moisè Finzi (1881–1944) |
|                                                 | HIER WOHNTE CLAUDIO GEIRINGER GEBOREN 1922 VERHAFTET INTERNIERT FOSSOLI DEPORTIERT 1944 AUSCHWITZ ERMORDET                                                         | Via Pasquale Besenghi, 33                                            | Claudio Geiringer (1922–1944/45) |
|                                                 | HIER WOHNTE LAURA GEIRINGER GEBOREN 1924 VERHAFTET 11.12.1943 INTERNIERT FOSSOLI DEPORTIERT 1944 AUSCHWITZ BEFREIT                                                 | Via Pasquale Besenghi, 33                                            | Laura Geiringer (1924–1944/45) |
|                                                 | HIER WOHNTE PIETRO 'NABUCCO' GEIRINGER GEBOREN 1886 VERHAFTET 11.12.1943 INTERNIERT FOSSOLI DEPORTIERT 1944 AUSCHWITZ ERMORDET                                     | Via Pasquale Besenghi, 33                                            | Pietro Geiringer (1886–1944/45) |
|                                                 | HIER WOHNTE ENRICA ISABELLA GENTILLI CALÒ GEBOREN 1892 VERHAFTET 2.12.1943 INTERNIERT FOSSOLI DEPORTIERT 1944 AUSCHWITZ ERMORDET                                   | Via della Madonna Del Mare, 2                                        | Enrica Isabella Gentilli Calò (1892–1944/45) |
|                                                 | HIER WOHNTE ADA FRANKEL GOLDSCHMIED GEBOREN 1889 VERHAFTET 29.2.1944 DEPORTIERT AUSCHWITZ ERMORDET 10.4.1944                                                       | Via Santa Caterina 7                                                 | Ada Frankel Goldschmied (1889–1944) |
|                                                 | HIER WOHNTE ADELE GENTILOMO FINZI GEBOREN 1883 VERHAFTET 19.3.1944 INTERNIERT IN FOSSOLI DEPORTIERT AUSCHWITZ ERMORDET 23.5.1944                                   | Via Carlo Ghega 3                                                    | Adele Gentilomo Finzi (1883–1944) |
|                                                 | HIER WOHNTE VINCENZO GIGANTE GEBOREN 1901 VERHAFTET 21.9.1944 INTERNIERT GEFÄNGNIS VIA CORONEO KZ RISIERA DI SAN SABBA DEPORTIERT ERMORDET 22.11.1944              | Via Antonio Pacinotti 5                                              | Vincenzo Gigante (1901–1944) |
|                                                 | HIER WOHNTE ALBERTO GOETZL GEBOREN 1877 VERHAFTET 29.10.1943 DEPORTIERT AUSCHWITZ ERMORDET 11.12.1943                                                              | Via Udine 22                                                         | Alberto Goetzl (1877–1943) |
|                                                 | GIUSEPPE GOLDSCHMIED GEBOREN 1861 VERHAFTET 6.10.1944 DEPORTIERT AUSCHWITZ ERMORDET 1944                                                                           | Via Santa Caterina 7                                                 | Giuseppe Goldschmied (1861–1944) |
|                                                 | HIER WOHNTE LIVIO GOLDSCHMIED GEBOREN 1913 VERHAFTET 29.2.1944 DEPORTIERT AUSCHWITZ ERMORDET 1944                                                                  | Via Santa Caterina 7                                                 | Livio Goldschmied (1913–1944) |
|                                                 | SAMUELE GOLDSCHMIED GEBOREN 1864 VERHAFTET 6.10.1944 DEPORTIERT AUSCHWITZ ERMORDET 1944                                                                            | Via Santa Caterina 7                                                 | Samuele Goldschmied (1864–1944) |
|                                                 | STEFY GOLDSCHMIED ERBER GEBOREN 1886 VERHAFTET 15.5.1944 DEPORTIERT AUSCHWITZ ERMORDET 31.12.1944                                                                  | Via Santa Caterina 7                                                 | Stefy Goldschmied Erber (1886–1944) |
|                                                 | HIER ARBEITETE FRANCESCO GREGORI (GRGIČ) GEBOREN 1905 VERHAFTET 10.12.1943 DEPORTIERT 1944 DACHAU ERMORDET 26.4.1945                                               | Via San Maurizio 8                                                   | Francesco Gregori (Grgič) (1905–1945) |
|                                                 | HIER WOHNTE GISELLA HAFFNER GEBOREN 1876 VERHAFTET 20.1.1944 DEPORTIERT AUSCHWITZ ERMORDET 2.2.1944                                                                | Via Fabio Filzi 17 ·                                                 | Gisella Haffner wurde am 28. April 1876 in Ungarn geboren. Ihre Eltern waren Emilia Forti und Giacomo Haffner. Am 20. Januar 1944 wurde Gisella in Triest verhaftet und wurde daraufhin im KZ Risiera di San Sabba festgehalten. Nach nur einer Woche wurde sie mit dem Transport Nr. 23T ins KZ Auschwitz deportiert. Bei ihrer Ankunft in Auschwitz am 2. Februar 1944 wurde Gisella Haffner mit dem Buchstaben S registriert und sofort ermordet. |
|                                                 | HIER WOHNTE ROMANO HELD GEBOREN 1927 VERHAFTET 1.5.1944 DEPORTIERT 1944 DACHAU BEFREIT                                                                             | Piazza Libertà (Park gegenüber vom Bahnhof)                          | Romano Held (1927–1948) |
|                                                 | HIER WOHNTE ELISA HERING GEBOREN 1902 VERHAFTET 23.10.1944 DEPORTIERT AUSCHWITZ ERMORDET                                                                           | Salita al Promontorio 19                                             | Elisa Hering (1902–1944/45) |
|                                                 | HIER WOHNTE VITTORIO HERING GEBOREN 1906 VERHAFTET 28.10.1944 DEPORTIERT 1945 RAVENSBRÜCK DACHAU BEFREIT                                                           | Salita al Promontorio 19                                             | Vittorio Hering (1906–) |
|                                                 | HIER WOHNTE DANIELE ISRAEL GEBOREN 1910 VERHAFTET 30.12.1943 DEPORTIERT 1944 AUSCHWITZ ERMORDET                                                                    | Via Giulia 26                                                        | Daniele Gino Israel (1910–1943/45) |
|                                                 | HIER WOHNTE ISACCO GINO ISRAEL GEBOREN 11.8.1942 VERHAFTET 26.11.1943 DEPORTIERT 1943 AUSCHWITZ ERMORDET                                                           | Via Ruggero Timeus 14                                                | Isacco Gino Israel (1942–1943/45) |
|                                                 | HIER WOHNTE LUCIA ISRAEL CESANA GEBOREN 1889 VERHAFTET 29.10.1943 DEPORTIERT AUSCHWITZ ERMORDET 11.12.1943                                                         | Via XXX Ottobre 5                                                    | Lucia Israel Cesana (1889–1943) |
|                                                 | HIER WOHNTE ANNA ISRAEL ISRAEL GEBOREN 1915 VERHAFTET 26.11.1943 DEPORTIERT 1943 AUSCHWITZ ERMORDET                                                                | Via Ruggero Timeus 14                                                | Anna Israel Israel (1915–1943/45) |
|                                                 | HIER WOHNTE DIAMANTINA ISRAEL MISAN GEBOREN 1913 VERHAFTET 26.11.1943 DEPORTIERT 1943 AUSCHWITZ ERMORDET                                                           | Piazza Cavana 6                                                      | Diamantina Israel Misan (1913–1943/45) |
|                                                 | HIER WOHNTE BERTA JESURUM JG. 1872 VERHAFTET 20.1.1944 DEPORTIERT AUSCHWITZ ERMORDET 2.2.1944                                                                      | Via Pietro Kandler, 11                                               | Berta Jesurum (1872–1944) |
|                                                 | HIER WOHNTE GIUSEPPINA JESURUM GEBOREN 1869 VERHAFTET 2.11.1943 DEPORTIERT 1944 AUSCHWITZ ERMORDET 12.1.1944                                                       | Piazza Virgilio Giotti 1 ·                                           | Giuseppina Jesurum (1869–1944) |
| Inschrift zweisprachig: slowenisch, italienisch | IN ROIANO WOHNTE ANGEL KAUČIČ JG. 1907 VERHAFTET 3.5.1944 DEPORTIERT DACHAU, LEONBERG ERMORDET 23.4.1945 DACHAU                                                    | Piazza tra i Rivi (vor der Kirche)                                   | Giulio Laganella (1907–1945) |
|                                                 | HIER WOHNTE GIULIO LAGANELLA JG. 1910 VERHAFTET 18.12.1943 DEPORTIERT 1944 DACHAU BUCHENWALD ERMORDET 3.3.1945                                                     | Via Trento, 12                                                       | Giulio Laganella (1910–1945) |
|                                                 | HIER WOHNTE ALFREDO LEVI GEBOREN 1908 VERHAFTET 6.6.1944 INTERNIERT IN BOZEN DEPORTIERT 1944 AUSCHWITZ KAUFERING-DACHAU ERMORDET 6.3.1945                          | Via San Nicolò 32                                                    | Alfredo Levi (1908–1945) |
|                                                 | HIER WOHNTE ANITA LEVI GEBOREN 1882 VERHAFTET 26.11.1943 DEPORTIERT AUSCHWITZ ERMORDET 11.12.1943                                                                  | Via Principe di Montfort, 4                                          | Anita Levi (1882–1943) |
|                                                 | HIER WOHNTE ARGIA LEVI GEBOREN 1894 VERHAFTET 26.11.1943 DEPORTIERT 1943 AUSCHWITZ ERMORDET                                                                        | Via Principe di Montfort, 4                                          | Argia Levi (1894–1943/45) |
|                                                 | HIER WOHNTE EMMA LEVI GEBOREN 1861 VERHAFTET 30.11.1943 DEPORTIERT AUSCHWITZ ERMORDET                                                                              | Via Enea Silvio Piccolomini 4                                        | Emma Levi (1861–1944/45) |
|                                                 | HIER WOHNTE MARIO LEVI GEBOREN 1885 VERHAFTET 4.6.1944 DEPORTIERT AUSCHWITZ ERMORDET                                                                               | Via Bartolomeo Biasoletto 18                                         | Mario Levi (1885–1944/45) |
|                                                 | HIER WOHNTE ALBERTO LEVI GEBOREN 1876 VERHAFTET 10.6.1944 DEPORTIERT AUSCHWITZ ERMORDET 25.6.1944                                                                  | Via dell'Eremo 71                                                    | Alberto Levi (1876–1944) |
|                                                 | HIER WOHNTE SAMUELE LEVI GEBOREN 1903 VERHAFTET 20.6.1944 DEPORTIERT 1944 AUSCHWITZ DACHAU - KAUFERING ERMORDET 19.3.1945                                          | Via della Cattedrale 14                                              | Samuele Levi (1903–1945) |
|                                                 | HIER WOHNTE ZOE LEVI AUSTERLITZ GEBOREN 1885 VERHAFTET 8.3.1944 DEPORTIERT 1944 AUSCHWITZ ERMORDET 4.4.1944                                                        | Via Guglielmo Marconi, 16                                            | Zoe Levi Austerlitz (1885–1944) |
|                                                 | HIER WOHNTE ENRICO LÖWY GEBOREN 1876 VERHAFTET 8.8.1944 DEPORTIERT AUSCHWITZ ERMORDET 1944                                                                         | Via Francesco Petrarca 5 ·                                           | Enrico Löwy wurde am 8. März 1876 in Triest geboren. Seine Eltern waren Marianna Brisciak und Edoardo Löwy. Enrico heiratete Ernesta Majonica und das Paar hatte eine Tochter namens Lidia (1901). Nachdem seine Tochter Lidia bereits im Juni 1944 festgenommen worden war, folgte Enricos Verhaftung am 8. August. Er wurde im KZ Risiera di San Sabba festgehalten, bis man ihn ins KZ Auschwitz deportierte. Bei seiner Ankunft im KZ wurde Enrico Löwy mit dem Buchstaben S registriert und vermutlich sofort ermordet. Auch seine Tochter Lidia überlebte die Shoah nicht. |
|                                                 | HIER WOHNTE LIDIA LÖWY GEBOREN 1901 VERHAFTET 21.6.1944 DEPORTIERT AUSCHWITZ ERMORDET 3.12.1944                                                                    | Via Francesco Petrarca 5 ·                                           | Lidia Löwy wurde am 8. Dezember 1901 als einzige Tochter des Paares Ernesta Majonica und Enrico Löwy in Triest geboren. Am 21. Juni 1944 wurde Lidia in ihrer Geburtsstadt verhaftet und daraufhin im KZ Risiera di San Sabba festgehalten. Die Verhaftung ihres Vaters folgte knapp zwei Monate später, im August 1944. Nach einigen Monaten der Haft wurde Lidia ins KZ Auschwitz deportiert. Am 3. Dezember 1944 wurde Lidia Löwy in Auschwitz ermordet. |
|                                                 | HIER WOHNTE FABIO LUCOVICH JG. 1922 VERHAFTET 21.11.1944 DEPORTIERT MAUTHAUSEN EBENSEE ERMORDET 5.5.1945                                                           | Via Romagna, 13                                                      | Fabio Lucovich (1922–1945) |
|                                                 | HIER WOHNTE FANNI LUST GEBOREN 1903 VERHAFTET 29.10.1943 DEPORTIERT AUSCHWITZ ERMORDET 11.12.1943                                                                  | Via San Francesco 30                                                 | Fanni Lust (1903–1943) |
|                                                 | HIER WOHNTE GUIDO MAESTRO GEBOREN 1875 VERHAFTET 28.7.1944 DEPORTIERT AUSCHWITZ ERMORDET 3.8.1944                                                                  | Via Valdirivo 42 · Triest ·                                          | Guido Maestro wurde am 28.10.1875 in Rijeka, einer kroatischen Hafenstadt geboren. Seine Eltern waren Anna Janni und Michele Maestro. Guido heiratete Vittoria Tommasini. Am 28. Juli 1944 wurde er in Padua festgenommen. Nach wenigen Tagen im KZ Risiera di San Sabba wurde er am 31. Juli mit dem Transport Nr. 33T ins KZ Auschwitz deportiert. Bei seiner Ankunft in Auschwitz am 3. August wurde Guido Maestro mit dem Buchstaben S registriert und sofort ermordet. |
|                                                 | HIER WOHNTE SALOMONE CARLO MAESTRO GEBOREN 1866 VERHAFTET 28.7.1944 DEPORTIERT AUSCHWITZ ERMORDET 3.8.1944                                                         | Via Andrea Palladio 1 ·                                              | Salomone Carlo Maestro, laut CDEC Salomone Akibà Maestro, wurde am 19. September 1866 in Rijeka geboren. Seine Eltern waren Giulia und Netaniel Maestro. Maestro war mit Bice Rossi verheiratet. Am 28. Juli 1944 wurde das Paar in Padua festgenommen. Nach wenigen Tagen der Haft im KZ Risiera di San Sabba wurden die beiden am 31. Juli ins KZ Auschwitz deportiert. Bei seiner Ankunft im KZ am 3. August wurde Salomone Akibà Maestro mit dem Buchstaben S registriert und sofort ermordet. Auch seine Frau Bice wurde im KZ getötet. |
|                                                 | HIER WOHNTE FORTUNATA EMMA MORDO VIVANTE GEBOREN 1860 VERHAFTET 28.3.1944 DEPORTIERT 1944 AUSCHWITZ ERMORDET                                                       | Via Pasquale Besenghi, 33                                            | Fortunata Emma Mordo Vivante (1860–1944/45) |
|                                                 | HIER WOHNTE BICE ROSSI MAESTRO GEBOREN 1879 VERHAFTET 28.7.1944 DEPORTIERT AUSCHWITZ ERMORDET 3.8.1944                                                             | Via Andrea Palladio 1 ·                                              | Bice Rossi Maestro wurde am 10. August 1879 in Venedig geboren. Ihre Eltern waren Estella und Pellegrino Rossi und sie hatte einen jüngeren Bruder, Gino (1884). Bice heiratete Salomone Akibà Maestro. Am 28. Juli 1944 wurde sie gemeinsam mit ihrem Ehemann in Padua festgenommen. Nach drei Tagen der Haft im KZ Risiera di San Sabba wurde das Paar am 31. Juli mit dem Transport Nr. 33T ins KZ Auschwitz deportiert. Bei ihrer Ankunft am 3. August wurden Bice und ihr Mann Salomone mit dem Buchstaben S registriert und sofort ermordet. |
|                                                 | HIER WOHNTE ERNESTO MARCHERIA GEBOREN 1898 VERHAFTET 3.11.1943 DEPORTIERT 1943 ERMORDET 2.5.1944 AUSCHWITZ                                                         | Piazza della Borsa 4 ·                                               | Ernesto Marcheria, laut CDEC Marcaria, wurde am 23. März 1898 in Triest geboren. Er war der Sohn des Paares Ida und Giacomo Marcaria. Ernesto war mit Anna Nacson verheiratet und hatte vier Kinder mit ihr: Giacomo (1926), Raffaele (1927), Ida (1929) und Stella (1930). Marcaria war Fleischer von Beruf. Am 3. November 1943 wurde er zusammen mit seiner Familie in Triest festgenommen und sie waren mehrere Wochen im Gefängnis der Stadt in Haft. Am 7. Dezember wurde die Familie mit dem Transport Nr. 21T ins KZ Auschwitz deportiert. Bei seiner Ankunft in Auschwitz am 11. Dezember wurde Ernesto Marcaria mit der Matrikelnummer 168010 registriert. Nach monatelanger Haft im KZ wurde Ernesto Marcaria am 2. Mai 1944 in Auschwitz ermordet. |
|                                                 | HIER WOHNTE GIACOMO MARCHERIA GEBOREN 1926 VERHAFTET 3.11.1943 DEPORTIERT 1943 AUSCHWITZ DACHAU BEFREIT                                                            | Piazza della Borsa 4 ·                                               | Giacomo Marcheria, laut CDEC Marcaria, wurde am 21. Oktober 1926 in Triest geboren. Er war der Erstgeborene des Paares Anna Nacson und Ernesto Marcaria. Giacomo bekam noch drei jüngere Geschwister: Raffaele (1927), Ida (1929) und Stella (1930). Zusammen mit seinen Eltern und seinen drei Geschwistern wurde er am 3. November 1943 in Triest festgenommen. Nach mehreren Wochen im Gefängnis der Stadt wurde die ganze Familie am 7. Dezember mit dem Transport Nr. 21T ins KZ Auschwitz deportiert. Bei der Ankunft der Familie in Auschwitz am 11. Dezember wurde Giacomo Marcaria mit der Matrikelnummer 168011 registriert. Giacomos Vater starb während der Gefangenschaft im Mai 1944. Ebenso sein Bruder Raffaele und seine Mutter Anna. Giacomo Marcaria wurde während seiner Gefangenschaft ins KZ Dachau überstellt. Er und zwei seiner Geschwister wurden Ende April 1945 befreit. Giacomo, Ida und Stella überlebten die Shoah. |
|                                                 | HIER WOHNTE IDA MARCHERIA GEBOREN 1929 VERHAFTET 3.11.1943 DEPORTIERT 1943 AUSCHWITZ RAVENSBRÜCK BEFREIT                                                           | Piazza della Borsa 4 ·                                               | Ida Marcheria, laut CDEC Marcaria, wurde am 13. August 1929 in Triest geboren. Anna Nacson und Ernesto Marcaria waren ihre Eltern. Ida hatte drei Geschwister: zwei ältere Brüder, Giacomo und Raffaele, und eine jüngere Schwester, Stella. Zusammen mit ihren Eltern und den Geschwistern wurde Ida am 3. November 1943 in Triest festgenommen. Nach mehreren Wochen der Haft im Gefängnis von Triest wurde die Familie am 7. Dezember mit dem Transport Nr. 21T ins KZ Auschwitz deportiert. Bei der Ankunft der Familie in Auschwitz am 11. Dezember wurde Ida Marcaria mit der Matrikelnummer 70412 registriert. Ida Marcherias Eltern und ihr Bruder Raffaele verloren ihr Leben während der Haft im KZ Auschwitz. Nach einigen Monaten wurde Ida Marcaria ins KZ Ravensbrück überstellt. Ida, ihr Bruder Giacomo und ihre Schwester Stella wurden am Ende April 1945 befreit. Die drei Geschwister überlebten die Shoah. Ida Marcaria starb am 3. Oktober 2011 im Alter von 82 Jahren in Rom. |
|                                                 | HIER WOHNTE RAFFAELE MARCHERIA GEBOREN 1927 VERHAFTET 3.11.1943 DEPORTIERT 1943 ERMORDETO AUSCHWITZ                                                                | Piazza della Borsa 4 ·                                               | Raffaele Marcheria, laut CDEC Marcaria, wurde am 19. Dezember 1927 in Triest geboren. Seine Eltern waren Anna Nacson und Ernesto Marcaria. Raffaele hatte drei Geschwister: Giacomo (1926), Ida (1929) und Stella (1930). Am 3. November 1943 wurde die ganze Familie Marcaria in Triest festgenommen. Nach mehreren Wochen der Haft im Gefängnis der Stadt deportierte man die Familie am 7. Dezember mit dem Transport Nr. 21T ins KZ Auschwitz. Bei der Ankunft der Familie in Auschwitz am 11. Dezember wurde Raffaele Marcaria mit der Matrikelnummer 168012 registriert. Seine Mutter Anna wurde sofort nach der Ankunft ermordet. Am 1. Mai 1944, einen Tag nach seinem Vater Ernesto, wurde Raffaele im KZ Auschwitz ermordet. Seine drei Geschwister Ida, Stella und Giacomo wurden ein Jahr später, am 29. April 1945 aus dem KZ befreit. Sie überlebten die Shoah. |
|                                                 | HIER WOHNTE STELLA MARCHERIA GEBOREN 1930 VERHAFTET 3.11.1943 DEPORTIERT 1943 AUSCHWITZ RAVENSBRÜCK BEFREIT                                                        | Piazza della Borsa 4 ·                                               | Stella Marcheria, laut CDEC Marcaria, wurde am 14. Dezember 1930 als jüngstes von vier Kindern der Familie Nacson-Marcaria in Triest geboren. Ihre Eltern hießen Anna Nacson und Ernesto Marcaria, ihre Geschwister Giacomo, Ida und Stella. Am 3. November 1943 wurde die ganze Familie in Triest festgenommen. Nach mehreren Wochen der Gefangenschaft deportierte man die sechsköpfige Familie am 7. Dezember mit dem Transport Nr. 21T ins KZ Auschwitz. Bei ihrer Ankunft Auschwitz am 11. Dezember wurde Stella Marcaria mit der Matrikelnummer 70413 registriert. Ihre Mutter Anna wurde sofort nach der Ankunft ermordet. Ihr Bruder Raffaele und ihr Vater Ernesto wurden im Mai 1944 im KZ ermordet. Die Schwestern Ida und Stella wurden im Laufe ihrer Gefangenschaft ins KZ Ravensbrück überstellt, ihr Bruder Giacomo ins KZ Dachau. Die drei Geschwister wurden Ende April 1945 befreit. Sie überlebten die Shoah. |
|                                                 | HIER ARBEITETE ANGELO MATTEONI GEBOREN 1908 VERHAFTET 10.12.1943 DEPORTIERT 1944 DACHAU MAUTHAUSEN ERMORDET 25.4.1945                                              | Via San Maurizio 8                                                   | Angelo Matteoni (1908–1945) |
|                                                 | HIER WOHNTE ELDA MAYER GREGO ROMANELLI GEBOREN 1885 VERHAFTET 30.11.1943 DEPORTIERT AUSCHWITZ ERMORDET                                                             | Via Domenico Rossetti 17 ·                                           | Elda Mayer Grego Romanelli (1885–1943/45) |
|                                                 | HIER UNTERRICHTETE VITTORIO MENASSÉ JG. 1908 EINGELIEFERT PSYCHRIATRISCHES KRANKENHAUS VERHAFTET 28.3.1944 DEPORTIERT AUSCHWITZ ERMORDET 19.9.1944                 | Via Carlo Ghega, 12 Conservatorio di musica Giuseppe Tartini         | Vittorio Menassé (1908–1944) |
|                                                 | HIER WOHNTE VITTORIA MOLHO SPIERER JG. 1896 VERHAFTET 14.4.1944 DEPORTIERT BERGEN-BELSEN BEFREIT 20.7.1944                                                         | Via dei Giustinelli, 1                                               | Vittoria Molho Spierer (1896–1965) |
|                                                 | HIER WOHNTE ALBERTO MONTANARI GEBOREN 1936 VERHAFTET 20.8.1944 DEPORTIERT AUSCHWITZ ERMORDET                                                                       | Piazza Virgilio Giotti 1 ·                                           | Alberto Montanari wurde am 10. November 1936 in Triest geboren. Seine Eltern waren Carola Goldstein und Bruno Montanari. Albertos Eltern schickten ihn für die Dauer der Besetzung durch das NS-Regime nach Venedig zu den Großeltern. Dort wurde der knapp Achtjährige am 20. August 1944 festgenommen. Von Venedig brachte man ihn in das KZ Risiera di San Sabba, wo er festgehalten wurde. Später wurde Alberto Montanari ins KZ Auschwitz deportiert, wo man ihn bei seiner Ankunft mit dem Buchstaben S registrierte und sofort ermordete. |
|                                                 | HIER ARBEITETE CARLO NATHAN MORPURGO GEBOREN 1890 VERHAFTET 20.1.1944 DEPORTIERT ERMORDET 4.11.1944 AUSCHWITZ                                                      | Via San Francesco 19 · vor der Synagoge ·                            | Carlo Nathan Morpurgo wurde am 24. August 1890 in Triest als Sohn des Paares Giuseppina Gentili und Giacomo Morpurgo geboren. Im Sommer 1943 versteckte Carlo Thora-Rollen, wichtige Dokumente und einige rituelle Silbergegenstände in einem geheimen Raum der Synagoge in Triest. Die Tür wurde vermauert und mit einem schweren Schrank blockiert, so konnte verhindert werden, dass die Nazis die wertvollen Gegenstände finden und zerstören. Am 20. Januar 1944 wurde er in seiner Geburtsstadt festgenommen und war daraufhin mehrere Monate im Gefängnis der Stadt in Haft. Mehr als ein halbes Jahr später, am 2. September 1944 wurde Carlo mit dem Transport Nr. 37T ins KZ Auschwitz deportiert. Am 7. September kam er im KZ an. Carlo Nathan Morpurgo wurde knapp zwei Monaten später, am 4. November 1944, in Auschwitz ermordet. |
|                                                 | HIER WOHNTE MAURA MORPURGO GEBOREN 1908 VERHAFTET 2.12.1943 DEPORTIERT 1944 AUSCHWITZ ERMORDET 6.2.1944                                                            | Viale XX Settembre 26                                                | Maura Morpurgo (1908–1944) |
|                                                 | HIER ARBEITETE GIUSEPPE MOSETTI (MOZETIČ) GEBOREN 1901 VERHAFTET 10.12.1943 DEPORTIERT 1944 DACHAU NATZWEILER-STRUTHOF DACHAU GESTORBEN 24.5.1945                  | Via San Maurizio 8                                                   | Giuseppe Mosetti (Mozetič) (1901–1945) |
|                                                 | HIER WOHNTE MARCO MOISE MUSTACCHI GEBOREN 1916 VERHAFTET 9.6.1944 DEPORTIERT 1944 AUSCHWITZ SACHSENHAUSEN LANDSBERG AM LECH KAUFERING – DACHAU GESTORBEN 15.5.1945 | Via del Trionfo 3 ·                                                  | Marco Moisè Mustacchi wurde am 28. Juli 1916 in Triest geboren. Seine Eltern waren Stameta Nacson und Sabato Mustacchi. Marco war mit Tina Sara Raseni verheiratet und arbeitete als Zimmermann. 1942 wurde der Sohn des Paares, Sabatino, in Triest geboren. Am 9. Juni 1944 wurde Marco in Triest verhaftet und musste seine Frau mit dem Kleinkind zurücklassen. Nach wenigen Tagen der Haft deportierte man Marco Moisè Mustacchi am 27. Juni 1944 ins KZ Auschwitz, wo er man 1. Juli ankam. Marco Moisè Mustacchi starb am 15. Mai 1945. Erst im Jahr 2002 fand man heraus, dass sein Leichnam auf einem Militärfriedhof in München beigesetzt worden war. Sein Sohn Sabatino Mustacchi schrieb einen Roman über die Geschichte des Vaters: Il ritorno a casa di Marco Moise, frei übersetzt „Die Heimkehr Marco Moises“. |
|                                                 | HIER WOHNTE ELIA NACSON GEBOREN 1922 VERHAFTET 30.11.1943 DEPORTIERT 1944 AUSCHWITZ ERMORDET 7.5.1944                                                              | Via Gabriele Foschiatti 11                                           | Elia Nacson (1922–1944) |
|                                                 | HIER WOHNTE REBECCA ENRICHETTA NACSON GEBOREN 1900 VERHAFTET 2.6.1944 DEPORTIERT 1944 AUSCHWITZ BEFREIT                                                            | Via Giulia 26                                                        | Rebecca Enrichetta Nacsonl (1900–1986) |
|                                                 | HIER WOHNTE STELLA NACSON BISSON GEBOREN 1891 VERHAFTET 30.12.1943 DEPORTIERT 1944 AUSCHWITZ ERMORDET 7.9.1944                                                     | Via Giulia 26                                                        | Stella Nacson Bissonl (1891–1944) |
|                                                 | HIER WOHNTE ANNA NACSON MARCHERIA GEBOREN 1903 VERHAFTET 3.11.1943 DEPORTIERT 1943 ERMORDET 11.12.1943 AUSCHWITZ                                                   | Piazza della Borsa 4 ·                                               | Anna Nacson Marcheria, laut CDEC Marcaria, wurde am 22. Dezember 1903 auf der Insel Korfu geboren. Ihre Eltern waren Stella Dente und Raffaele Nacson. Anna war mit Ernesto Marcaria verheiratet und hatte vier Kinder mit ihm: Giacomo (1926), Raffaele (1927), Ida (1929) und Stella (1930). Am 3. November 1943 wurde die ganze Familie in Triest festgenommen. Nach mehreren Wochen der Haft im Gefängnis von Triest deportierte man die sechsköpfige Familie am 7. Dezember mit dem Transport Nr. 21T ins KZ Auschwitz. Bei ihrer Ankunft Auschwitz am 11. Dezember wurde Anna Nacson mit dem Buchstaben S registriert und sofort ermordet. Ihr Ehemann und ihre vier Kinder wurden im Lager interniert. Nach wenigen Monaten, im Mai 1944, wurden Annas Ehemann Ernesto und ihr Sohn Raffaele ermordet. Ihre drei anderen Kinder, Stella, Ida und Giacomo wurden Ende April 1945 befreit. Sie überlebten die Shoah. |
|                                                 | HIER WOHNTE DARIO DAVID OSMO GEBOREN 1901 VERHAFTET 31.1.1944 INTERNIERT IN FOSSOLI DEPORTIERT AUSCHWITZ ERMORDET                                                  | Via della Madonna del Mare 19                                        | Dario David Osmo (1901–1944/45) |
|                                                 | HIER WAR IM DIENST GIOVANNI PALATUCCI GEBOREN 1909 VERHAFTET FIUME DEPORTIERT 1944 DACHAU ERMORDET 10.2.1945                                                       | Via Matteo Demenego e Pierluigi Rotta 2 (vor der Quästur von Triest) | Giovanni Palatucci (1909–1945) |
|                                                 | HIER WOHNTE GINO PARIN (POLLACK) GEBOREN 1876 VERHAFTET DEPORTIERT 1944 BERGEN-BELSEN ERMORDET 9.6.1944                                                            | Via di Torre Bianca 22 ·                                             | Gino Parin, eigentlich Federico Guglielmo Jehuda Pollack, wurde am 25. August 1876 in Triest geboren. Seine Eltern waren Berta Glass und Ludovico Pollack. Er begann seine künstlerische Ausbildung im Atelier des triester Malers Eugenio Scomparini und führte sie später im Atelier des Veneziers Girolamo Navarra fort. Im Alter von 19 Jahren zog er nach München und besuchte die dortige Akademie, wo er die Kurse von Karl Raupp besuchte und dabei die Malerei der Präraffaeliten, von Franz von Lenbach, von Hans von Marées und Franz von Stuck kennenlernte. GinoParin wurde schließlich in den Kreis der Münchner Künstlergenossenschaft aufgenommen und erhielt die Möglichkeit im Glaspalast auszustellen. Er reiste durch ganz Europa und besuchte unter anderem die Schweiz, Frankreich und England. Ab 1910 beteiligte er an den Kollektivausstellungen des Circolo Artistico di Trieste und nahm an den Biennalen 1921, 1924, 1928 und 1932 teil. Im Jahr 1923 erhielt er die Goldmedaille der Quadriennale in Turin. Im Frühling 1944 wurde Gino Parin von deutschen NS-Beamten verhaftet und im Durchgangslager Fossoli festgehalten. Von dort ausgehend deportierte man ihn am 16. Mai mit dem Transport Nr. 11 ins KZ Bergen-Belsen, wo er schließlich am 20. Mai ankam. Am 9. Juni 1944 wurde Gino Parin im KZ Bergen-Belsen ermordet. |
|                                                 | HIER WOHNTE DARINKA PIŠČANC (SLOVENKA) GEBOREN 1921 VERHAFTET 1944 TRIEST VILLA TRISTE ERMORDET 22.3.1944                                                          | Strada di Fiume 499                                                  | Darinka Piščanc (1921–1944) |
|                                                 | HIER ARBEITETE FRANCESCO RAUBER GEBOREN 1900 VERHAFTET 10.12.1943 DEPORTIERT 1944 DACHAU ERMORDET 30.12.1944                                                       | Via San Maurizio 8                                                   | Francesco Rauber (1900–1944) |
|                                                 | HIER WOHNTE ALESSANDRO REVERE GEBOREN 1892 VERHAFTET 29.12.1943 DEPORTIERT 1944 AUSCHWITZ ERMORDET                                                                 | Via Raffaele Zovenzoni 4                                             | Alessandro Revere (1892–1944/45) |
|                                                 | HIER WAR IM DIENST FELICIANO RICCIARDELLI GEBOREN 1898 VERHAFTET 4.1.1944 DEPORTIERT 1944 DACHAU BEFREIT                                                           | Via Matteo Demenego e Pierluigi Rotta 2 (vor der Quästur von Triest) | Feliciano Ricciardelli |
|                                                 | HIER WOHNTE PIA RIMINI JG. 1900 VERHAFTET 17.6.1944 DEPORTIERT AUSCHWITZ ERMORDET                                                                                  | Via Giacomo Ciamician, 10                                            | Pia Rimini (1900–1944/45) |
|                                                 | PAOLA ROSENTHAL GOLDSCHMIED GEBOREN 1870 VERHAFTET 6.11.1944 DEPORTIERT SCHICKSAL UNBEKANNT                                                                        | Via Santa Caterina 7                                                 | Paola Rosenthal Goldschmied (1870–1944/45) |
|                                                 | HIER WOHNTE ADELE RUMPLER BERGER GEBOREN 1879 VERHAFTET 20.8.1944 DEPORTIERT AUSCHWITZ ERMORDET                                                                    | Piazza Virgilio Giotti 1 ·                                           | Adele Rumpler Berger wurde am 13. Februar 1879 in Budišov, einer Stadt im heutigen Tschechien, geboren. Ihre Eltern waren Sofia Knöpfelmacher und Salomone Rumpler. Adele Rumpler war mit Eugenio Berger verheiratet. Am 20. August 1944 wurde sie zusammen mit ihrem Ehemann in Venedig verhaftet und daraufhin im KZ Risiera di San Sabba festgehalten. Später, vermutlich im Januar 1945, wurden die beiden ins KZ Auschwitz deportiert. Man kann davon ausgehen, dass das Paar bei seiner Ankunft im KZ am 2. Februar 1945 mit dem Buchstaben S registriert und ermordet wurde. |
|                                                 | HIER WOHNTE ZOE RUSSI GEBOREN 1905 VERHAFTET 12.11.1943 DEPORTIERT 1944 AUSCHWITZ ERMORDET                                                                         | Via Roma 17                                                          | Zoe Russi (1905–1944/45) |
|                                                 | HIER WOHNTE ABRAMINO SALONICCHIO GEBOREN 1896 VERHAFTET 24.11.1943 DEPORTIERT AUSCHWITZ ERMORDET                                                                   | Largo Ugo Mioni 1                                                    | Abramino Salonicchio (1896–1943/45) |
|                                                 | HIER WOHNTE SARINA SALONICCHIO VIVANTE GEBOREN 1891 VERHAFTET 6.11.1944 DEPORTIERT 1945 RAVENSBRÜCK GESTORBEN 15.4.1945 BERGEN-BELSEN                              | Piazza Cavana 3 ·                                                    | Sarina Salonicchio verh. Vivante (oft als „Alessandra“ angeführt) wurde im Jahr 1891 auf der Insel Korfu geboren. Ihre Eltern waren Ester und Moisè Salonicchio; sie hatte drei Geschwister: Salomone, Lucia und Abramo. Sarina war mit Zaccaria Vivante verheiratet und hatte fünf Kinder mit ihm: Moisè, Ester, Giulia, Enrichetta und Diamantina. Im Dezember 1943 wurde ihr Sohn Moisè verhaftet und wenige Monate später deportiert. Am 6. November 1944 wurde schließlich auch Sarina zusammen mit ihren vier Töchtern in Triest festgenommen und war daraufhin im Gefängnis der Stadt in Haft. Nach drei Monaten der Inhaftierung wurde die Familie am 24. Februar 1945 mit dem Transport Nr. 43T ins KZ Ravensbrück deportiert, wo sie schließlich am 17. März ankam. Sarina Salonicchio wurde am 15. April 1945 im KZ Bergen-Belsen ermordet. |
|                                                 | HIER WOHNTE ANNA ANITA SEMO GEBOREN 1930 VERHAFTET 4.12.1943 DEPORTIERT 1943 AUSCHWITZ ERMORDET                                                                    | Via Giuseppe Vidali 8                                                | Anna Anita Semo (1930–1943/45) |
|                                                 | HIER WOHNTE ESTER SEMO GEBOREN 1927 VERHAFTET 4.12.1943 DEPORTIERT 1943 AUSCHWITZ ERMORDET                                                                         | Via Giuseppe Vidali 8                                                | Ester Semo (1927–1943/45) |
|                                                 | HIER WOHNTE GIULIANA LILLY SEMO GEBOREN 1923 VERHAFTET 4.12.1943 DEPORTIERT 1943 AUSCHWITZ ERMORDET                                                                | Via Giuseppe Vidali 8                                                | Giuliana Lilly Semo (1923–1943/45) |
|                                                 | HIER WOHNTE LEONE SEMO GEBOREN 1887 VERHAFTET 4.12.1943 DEPORTIERT AUSCHWITZ ERMORDET 11.12.1943                                                                   | Via Giuseppe Vidali 8                                                | Leone Semo (1887–1943) |
|                                                 | HIER WOHNTE SILVIO SPAGNUL GEBOREN 1894 VERHAFTET 26.1.1944 DEPORTIERT DACHAU ERMORDET 25.4.1944                                                                   | Piazza Sant’Antonio Nuovo, 2 Triest                                  | Silvio Spagnul (1894–1944) |
|                                                 | HIER WOHNTE HÉLÈNE SPIERER JG. 1924 VERHAFTET 14.4.1944 DEPORTIERT BERGEN-BELSEN BEFREIT 20.7.1944                                                                 | Via dei Giustinelli, 1                                               | Hélène Spierer (1924–2019) |
|                                                 | HIER WOHNTE LINA STEINDLER REVERE GEBOREN 1866 VERHAFTET 19.12.1943 DEPORTIERT 1944 AUSCHWITZ ERMORDET 12.1.1944                                                   | Via Cesare Battisti 26                                               | Lina Steindler Revere (1866–1944) |
|                                                 | HIER WOHNTE ERMENEGILDA TEDESCHI LUST GEBOREN 1867 VERHAFTET 29.10.1943 DEPORTIERT AUSCHWITZ ERMORDET 9.12.1943 WÄHREND DES TRANSPORTES                            | Via San Francesco 30                                                 | Ermenegilda Tedeschi Lust (1867–1943) |
|                                                 | HIER WOHNTE SALOMONE TIANO GEBOREN 1915 VERHAFTET 26.2.1944 DEPORTIERT 1944 AUSCHWITZ ERMORDET                                                                     | Viale XX Settembre 87                                                | Salomone Tiano (1915–1944/45) |
|                                                 | HIER WOHNTE CLEMENTINA TOSI PAGANI GEBOREN 1884 VERHAFTET 29.4.1944 DEPORTIERT CARCERE DEL CORONEO RISIERA DI SAN SABBA ERMORDET 26.9.1944                         | Via Ireneo della Croce 5                                             | Clementina Tosi Pagani (1884–1944) |
|                                                 | HIER WOHNTE LJUBA STRILZOV DUBINSKY GEBOREN 1887 DEPORTIERT 1944 AUSCHWITZ ERMORDET                                                                                | Via del Monte 1 ·                                                    | Ljuba Strilzov Dubinsky wurde am 1. Juni 1887 in der ukrainischen Stadt Dnipro geboren. Ihr Vater war Abramo Strilzov. Ljuba heiratete Saul Dubinsky und hatte eine Tochter mit ihm: Regina, genannt „Gina“. Über die Verhaftung und die Ermordung Ljubas sind keine Informationen bekannt. Fest steht nur, dass Ljuba Strilzov Dubinsky – ebenso wie ihr Ehemann Saul und ihre Tochter Gina – die Shoah nicht überlebte. |
|                                                 | HIER WOHNTE DAVIDE VIVANTE GEBOREN 1935 VERHAFTET 23.5.1943 DEPORTIERT 1944 AUSCHWITZ ERMORDET                                                                     | Via delle Ombrelle 7                                                 | Davide Vivante (1935–1944/45) |
|                                                 | HIER WOHNTE DIAMANTINA VIVANTE GEBOREN 1928 VERHAFTET 6.11.1944 DEPORTIERT 1945 RAVENSBRÜCK BERGEN-BELSEN BEFREIT                                                  | Piazza Cavana 3 ·                                                    | Diamantina Vivante wurde am 8. Oktober 1928 in Triest geboren. Ihre Eltern waren Alessandra (Sarina) Salonicchio und Zaccaria Vivante. Diamantina hatte vier Geschwister: Giulia, Moisè, Enrichetta und Ester. Am 6. November 1944 wurde Diamantina zusammen mit ihren Schwestern und ihrer Mutter in Triest verhaftet. Nach mehreren Wochen im Gefängnis der Stadt deportierte man die Familie am 24. Februar 1945 ins KZ Ravensbrück, wo sie schließlich am 17. März ankamen. Diamantina Vivante wurde im Laufe ihrer Internierung ins KZ Bergen-Belsen überstellt, wo ihre Mutter Sarina am 15. April 1945 ermordet wurde. Ende des Monats wurde Diamantina aus dem KZ befreit. Sie überlebte die Shoah als einziges Mitglied der Familie Salonicchio-Vivante. |
|                                                 | HIER WOHNTE ENRICHETTA VIVANTE GEBOREN 1921 VERHAFTET 6.11.1944 DEPORTIERT 1945 RAVENSBRÜCK GESTORBEN 15.4.1945 BERGEN-BELSEN                                      | Piazza Cavana 3 ·                                                    | Enrichetta Vivante wurde am 12. Mai 1921 in Triest als Kind des Paares Alessandra (Sarina) Salonicchio und Zaccaria Vivante geboren. Enrichetta hatte vier Geschwister: Ester, Moisè, Diamantina und Giulia. Zusammen mit ihrer Familie wurde Enrichetta am 6. November 1944 in Triest verhaftet. Nach einigen Monaten der Haft wurde die Familie am 24. Februar 1945 mit dem Transport Nr. 43T ins KZ Ravensbrück deportiert. Im Laufe ihrer Gefangenschaft wurde Enrichetta zusammen mit den anderen Mitgliedern ihrer Familie ins KZ Bergen-Belsen überstellt, wo sie am 15. April 1945 ermordet wurde. Ihre kleine Schwester Diamantina überlebte die Shoah als einzige. |
|                                                 | HIER WOHNTE ENRICHETTA VIVANTE GEBOREN 1929 VERHAFTET 23.5.1943 DEPORTIERT 1944 AUSCHWITZ ERMORDET                                                                 | Via delle Ombrelle 7                                                 | Enrichetta Vivante (1929–1944/45) |
|                                                 | HIER WOHNTE ESTER VIVANTE GEBOREN 1918 VERHAFTET 6.11.1944 DEPORTIERT 1945 RAVENSBRÜCK GESTORBEN 4.6.1945 BERGEN-BELSEN                                            | Piazza Cavana 3 ·                                                    | Ester Vivante wurde am 12. Februar 1918 als zweites Kind des Paares Alessandra (Sarina) Salonicchio und Zaccaria Vivante in Triest geboren. Zusammen mit ihren Schwestern und ihrer Mutter wurde sie am 6. November 1944 in Triest festgenommen. Daraufhin war die Familie im Gefängnis der Stadt in Haft. Am 24. Februar 1945 wurden sie schließlich ins KZ Ravensbrück deportiert. Der Transport Nr. 43T kam am 17. März im KZ an. Später wurde die Familie ins KZ Bergen-Belsen überstellt. Ester wurde im April aus dem KZ befreit, starb dann aber kurze Zeit später, am 4. Juni 1945. Alle Familienmitglieder mit Ausnahme der Jüngsten, Diamantina, wurden in der Shoah ermordet. |
|                                                 | HIER WOHNTE FELICE VIVANTE GEBOREN 1930 VERHAFTET 23.5.1943 DEPORTIERT 1944 AUSCHWITZ ERMORDET                                                                     | Via delle Ombrelle 7                                                 | Felice Vivante (1930–1944/45) |
|                                                 | HIER WOHNTE GIORGIO VIVANTE GEBOREN 1889 VERHAFTET 16.7.1944 DEPORTIERT 1944 AUSCHWITZ ERMORDET                                                                    | Via Pasquale Besenghi, 33                                            | Giorgio Vivante (1889–1944/45) |
|                                                 | HIER WOHNTE GIULIA VIVANTE GEBOREN 1916 VERHAFTET 6.11.1944 DEPORTIERT 1945 RAVENSBRÜCK GESTORBEN 30.4.1945 BERGEN-BELSEN                                          | Piazza Cavana 3 ·                                                    | Giulia Vivante wurde am 12. Juni 1915 in Triest geboren. Sie war das erste Kind des Paares Alessandra (Sarina) Salonicchio und Zaccaria Vivante. Giulia bekam im Laufe der Jahre noch vier Geschwisterchen: Ester, Diamantina, Moisè und Enrichetta. Am 6. November 1944 wurde sie zusammen mit ihren Schwestern und ihrer Mutter in Triest verhaftet. Nachdem sie einige Monate im Gefängnis der Stadt interniert gewesen waren, deportierte man die Familie am 24. Februar 1945 mit dem Transport Nr. 43T ins KZ Ravensbrück. Wenige Wochen nach ihrer Ankunft im KZ am 17. März, überstellte man die Familie ins KZ Bergen-Belsen. Dort wurde Giulia Vivante am 30. April 1945 ermordet. Auch ihre Eltern und drei ihrer Geschwister wurden ermordet. Nur die jüngste, Diamantina, überlebte. |
|                                                 | HIER WOHNTE LEONE VIVANTE GEBOREN 1903 VERHAFTET 23.5.1943 DEPORTIERT AUSCHWITZ ERMORDET 19.9.1944                                                                 | Via delle Ombrelle 7                                                 | Leone Vivante (1903–1944) |
|                                                 | HIER WOHNTE MOISE VIVANTE GEBOREN 1925 VERHAFTET 17.12.1943 DEPORTIERT 1944 AUSCHWITZ GESTORBEN 1945 BERGEN-BELSEN                                                 | Piazza Cavana 3 ·                                                    | Moisè Vivante wurde am 20. Oktober 1925 als einziger Sohn des Paares Alessandra (Sarina) Salonicchio und Zaccaria Vivante in Triest geboren. Er hatte vier Schwestern: Enrichetta, Diamantina, Ester und Giulia. Moisè wurde am 17. Dezember 1943, fast ein ganzes Jahr vor seiner Mutter und seinen Schwestern, in Triest verhaftet. Nach einigen Wochen im Gefängnis der Stadt wurde Moisè am 6. Januar 1944 mit dem Transport Nr. 22T ins KZ Auschwitz deportiert, wo er am 12. Januar ankam. Im Laufe seiner Gefangenschaft wurde Moisè ins KZ Bergen-Belsen überstellt. Moisè Vivante starb am 30. April 1945. |
|                                                 | HIER WOHNTE PACINA ISRAEL VIVANTE GEBOREN 1907 VERHAFTET 23.5.1943 DEPORTIERT 1944 AUSCHWITZ ERMORDET                                                              | Via delle Ombrelle 7                                                 | Pacina Israel Vivante (1907–1945) |
|                                                 | HIER WOHNTE FANNY VIVANTE GEIRINGER GEBOREN 1898 VERHAFTET 11.12.1943 INTERNIERT FOSSOLI DEPORTIERT 1944 AUSCHWITZ ERMORDET                                        | Via Pasquale Besenghi, 33                                            | Fanny Vivante Geiringer (1898–1944/45) |
|                                                 | HIER ARBEITETE GIOVANNI VREMEZ GEBOREN 1881 VERHAFTET 10.12.1943 DEPORTIERT 1944 DACHAU NATZWEILER-STRUTHOF ERMORDET 30.4.1945                                     | Via San Maurizio 8                                                   | Giovanni Vremez (1881–1945) |
|                                                 | HIER WOHNTE LEONE LAZZARO WANDEL GEBOREN 1886 VERHAFTET 31.1.1945 DEPORTIERT RAVENSBRÜCK BERGEN-BELSEN ERMORDET                                                    | Campo San Giacomo 11                                                 | Leone Lazzaro Wandel (1886–1945) |
|                                                 | HIER WOHNTE AMALIA WEISS GOETZL GEBOREN 1887 VERHAFTET 29.10.1943 DEPORTIERT 1943 AUSCHWITZ ERMORDET                                                               | Via Udine 22                                                         | Amalia Weiss Goetzl (1877–1943/45) |
|                                                 | HIER ARBEITETE ERMIDIO ZULIANI GEBOREN 1908 VERHAFTET 10.12.1943 ERMORDET                                                                                          | Via San Maurizio 8                                                   | Ermidio Zuliani (1908–194?) |

### Altopiano West
In Altopiano Ovest wurden im Jahr 2023 insgesamt 15 Stolpersteine verlegt.
| Stolperstein | Übersetzung                                                                            | Verlegeort                                | Name, Leben                  |
| ------------ | -------------------------------------------------------------------------------------- | ----------------------------------------- | ---------------------------- |
|              | IN PROSEC WOHNTE ALOJZ BADALIČ GEBOREN 1914 DEPORTIERT DACHAU ERMORDET 3.3.1945        | Prosek n. 2 Prosecco                      | Alojz Badalič (19x4-1945)    |
|              | IN PROSEC WOHNTE ALOJZ BAN GEBOREN 1890 DEPORTIERT NEUENGAMME ERMORDET 28.1.1945       | Prosek n. 2 Prosecco                      | Alojz Ban (1890-1945)        |
|              | IN PROSEC WOHNTE KAREL BAN GEBOREN 1927 DEPORTIERT DACHAU ERMORDET 5.1.1945            | Prosek n. 2 Prosecco                      | Karel Ban (1927-1945)        |
|              | IN KRIŽ WOHNTE IVAN BOGATEC GEBOREN 1887 DEPORTIERT MAUTHAUSEN ERMORDET 22.1.1944      | Vor der Kirche San Rocco Santa Croce-Križ | Ivan Bogatec (1887-1944)     |
|              | IN KONTOVEL WOHNTE DANILO DANEU GEBOREN 1914 DEPORTIERT BUCHENWALD ERMORDET 7.3.1945   | Contovello-Kontovel                       | Danilo Daneu (1914-1945)     |
|              | IN KONTOVEL WOHNTE VOJKO DANEU GEBOREN 1921 DEPORTIERT BUCHENWALD ERMORDET 31.12.1944  | Contovello-Kontovel                       | Vojko Daneu (1921-1944)      |
|              | IN KRIŽ WOHNTE FERDINAND DOVŠAK GEBOREN 1904 DEPORTIERT MAUTHAUSEN ERMORDET 27.2.1942  | Vor der Kirche San Rocco Santa Croce-Križ | Ferdinand Dovšak (1904-1942) |
|              | IN KONTOVEL WOHNTE MARIJA FRANKIČ GEBOREN 1902 DEPORTIERT AUSCHWITZ ERMORDET 10.3.1945 | Contovello-Kontovel                       | Marija Frankič (1902-1945)   |
|              | IN PROSEC WOHNTE IVAN GUŠTIN GEBOREN 1910 DEPORTIERT MAUTHAUSEN ERMORDET 22.2.1945     | Prosek n. 2 Prosecco                      | Ivan Guštin (1910-1945)      |
|              | IN PROSEC WOHNTE IVAN GUŠTIN GEBOREN 1928 DEPORTIERT BAUMENHEIM ERMORDET 11.4.1945     | Prosek n. 2 Prosecco                      | Ivan Guštin (1928-1945)      |
|              | DANILO RUPEL GEBOREN 14.2.1945 RAVENSBRÜCK ERMORDET 28.2.1945                          | Prosek n. 2 Prosecco                      | Danilo Rupel (1945-1945)     |
|              | IN KRIŽ WOHNTE ADOLF SEDMAK GEBOREN 1927 DEPORTIERT BUCHENWALD ERMORDET 25.7.1941      | Vor der Kirche San Rocco Santa Croce-Križ | Adolf Sedmak (1927-1944)     |
|              | IN KRIŽ WOHNTE DANILO SEDMAK GEBOREN 1904 DEPORTIERT MAUTHAUSEN ERMORDET 16.12.1941    | Santa Croce-Križ                          | Danilo Sedmak (1904-1941)    |
|              | IN KRIŽ WOHNTE FRANC SEDMAK GEBOREN 1914 DEPORTIERT DACHAU ERMORDET 28.2.1945          | Santa Croce-Križ                          | Franc Sedmak (1914-1945)     |
|              | IN KONTOVEL WOHNTE EMIL ŠTOKA GEBOREN 1913 DEPORTIERT DACHAU ERMORDET 6.4.1945         | Contovello-Kontovel                       | Emil Štoka (1913-1945)       |

## Verlegedaten
Die Stolpersteine in Triest wurden von Gunter Demnig persönlich an folgenden Tagen verlegt:
- 23. Januar 2018: 16 Stolpersteine[106]
- 29. Januar 2019: 13 Stolpersteine
- 21. Januar 2020: Piazza Cavana 6; Via Domenico Rossetti 43; Via Giulia 26; Via Giuseppe Vidali 8; Via Ireneo della Croce 5; Via Santa Caterina 7; Via Udine 22 (21 Stolpersteine/7)
- 28. Januar 2021: Piazza Virgilio Giotti 1; Via Antonio Pacinotti 5; Via Bartolomeo Biasoletto 18; Via della Cattedrale 14; Via Roma 17; Via Ruggero Timeus 14; Via Trenta Ottobre 5 (13 Stolpersteine/7)
- 10. Januar 2022: Campo San Giacomo 11; Largo Ugo Mioni 1; Salita al Promontorio 19; Via Carlo Ghega 3; Via Cesare Battisti 26; Via Domenico Rossetti 17; Via Gabriele Foschiatti 11; Via della Madonna del Mare 19; Via del Ponte 7; Via San Francesco 30; Via San Maurizio 8 (22 Stolpersteine/11)
- 25. Januar 2022: Via Matteo Demenego e Pierluigi Rotta 2
- 2023: Altopiano Ovest
- 16. Januar 2024: Foro Ulpiano, 5; Piazza del Ponterosso, 6; Piazza Sant’Antonio Nuovo, 2; Piazza tra i Rivi; Via Carlo Ghega, 12; Via Giacomo Ciamician, 10; Via del Ponte, 7; Via dei Giustinelli, 1; Via Pietro Kandler, 11; Via Romagna, 13; Via Trento, 12